# دایناکورد
دایناکورد (انگلیسی : Dynacord) شرکت تولید کننده فناوری صدای حرفه ای است در سال 1945 میلادی تاسیس شد که در استراوبینگ مستقر است. شرکت دایناکورد از زیر مجموعه های شرکت بوش است.